# Pseudomecas elegantissima
Pseudomecas elegantissima är en skalbaggsart som beskrevs av Martins och Maria Helena M. Galileo 1998. Pseudomecas elegantissima ingår i släktet Pseudomecas och familjen långhorningar. Inga underarter finns listade i Catalogue of Life.